# 当河 (法国)
当河（法語：Dan，法語發音：[dɑ̃]）是法国诺曼底大区卡尔瓦多斯省的河流，是奥恩河的左支流，长21.1千米，发源自阿尼西，于维斯特雷阿姆流入奥恩河。